# Giovanni Campo
Giovanni Campo (Roma, 4 dicembre 1943 – Catania, 5 aprile 2006) è stato un urbanista e politico italiano.

## Biografia

### L'attività di ricerca e didattica
Negli anni Settanta del XX secolo, insieme a Vincenzo Cabianca segue l'attività del vulcanologo Alfred Rittmann acquisendo le basi scientifiche per le riflessioni che lo portano a privilegiare, come campo di ricerca, gli studi sulla "prevenzione civile" dei rischi ambientali che sviluppa nell'attività universitaria che lo vede, dal 1983, di ruolo come professore di Pianificazione territoriale nella Facoltà d'Ingegneria dell'Università di Catania, Dipartimento d'Architettura e Urbanistica (DAU), dove si è sviluppata la sua attività accademica fino alla cattedra ottenuta nel 2000, e al cui interno ha coordinato il Laboratorio di ricerca per la sicurezza e la sostenibilità dei sistemi territoriali ed ambientali.
A Catania è stato tra i fondatori, nel 1989, del CISPA (Centro d'iniziative e studi per la prevenzione antisismica) e fra i promotori delle principali attività statutarie atte a diffondere la cultura della convivenza adeguata col pericolo sismico.
È stato componente di diritto del Consiglio Superiore dei Lavori Pubblici nel 2000.
Un convegno in suo onore si svolse nel 2007. Oggi (2021) il Laboratorio per la Pianificazione Territoriale e Ambientale (LaPTA) presso il Dipartimento di Ingegneria Civile e Architettura (DICAr) di Catania è intitolato a lui.

### Catania zona sismica
Dopo significativi terremoti nel Belice e in Friuli, dai primi anni '80 in Italia si cominciò a pensare alla sistematica pianificazione nelle «aree a rischio sismico», ma non solo, quando il Consiglio Nazionale delle Ricerche (CNR), assieme al Gruppo Nazionale
per la Difesa dai Terremoti (GNDT), iniziò a indagare su questo campo, coinvolgendo alcuni Gruppi di ricerca in varie città italiane e l'Università di Catania fra i poli maggiormente interessati. Nel 1994 si tenne a Catania, coordinatore Ernesto Dario Sanfilippo, un convegno internazionale intitolato "Piano e progetto nelle aree a rischio sismico", durante il quale venne fatto il punto delle ricerche con contributi di studiosi di varie nazionalità europee, giapponesi, messicane, statunitensi (De Maisonneuve P., Palivou C., et altri).
In quella riunione Campo illustrò i primi esiti di una ricerca che riguardava Catania, città siciliana che, fino agli anni '70 del Novecento, non era stata classificata come zona sismica, nonostante fosse stata distrutta da terremoti più volte nel corso dei secoli. In quell'occasione venne dimostrato che «è possibile convivere in maniera consapevole con il pericolo "terremoto"», tuttavia la prevenzione non può essere demandata soltanto a interventi di adeguamento e miglioramento antisismico delle costruzioni, quanto ad una nuova impostazione degli strumenti di analisi e pianificazione economica e territoriale. Il "miglioramento antisismico della città" venne dunque individuato come l'unico percorso praticabile per raggiungere l'obiettivo di ridurre al minimo il numero di vittime in occasione di terremoti o, più in generale, eventi calamitosi.
La prima edizione del Premio di laurea « Giovanni Campo » nel 2011 fu assegnata a una giovane architetta siracusana per una tesi sulla prevenzione antisismica.

### L'esperienza politica
Dopo una breve esperienza come assessore all'urbanistica nel comune dove era cresciuto, Caltagirone nel 1993, nella primavera del 1994 venne eletto (XII Legislatura) al Senato della Repubblica nel gruppo parlamentare Verdi-La Rete, dove ricoprì le cariche di Vice presidente della Giunta per gli affari delle Comunità Europee, di componente della Commissione Lavori pubblici e comunicazioni e della Giunta per gli Affari Europei. Nel corso del mandato parlamentare, oltre ad avere favorito la promozione delle Facoltà di Architettura di Siracusa e Agrigento, ha presentato il Disegno di legge 2049/95 contenente una "Disciplina-quadro del riordino del territorio a fini di sviluppo economico compatibile con i principi della salvaguardia del paesaggio, dell'ambiente, del patrimonio archeologico, storico, architettonico ed urbanistico, nonché della tutela della salute, della sicurezza e dell'incolumità pubbliche", riproposto nella XIII Legislatura con il n. 778 (primo firmatario Sen. Antonio Carcarino) e con il n. 1802 (primo firmatario Sen. Giovanni Lubrano di Ricco).

Proprio sul tema della prevenzione dei rischi ambientali, nel febbraio 1996, a New York, ai lavori preparatori della Conferenza mondiale Habitat II sugli Insediamenti umani nella sede delle Nazioni Unite, in qualità di parlamentare esperto di questioni territoriali, è intervenuto per raccomandare specifiche misure a favore delle popolazioni esposte nelle grandi concentrazioni urbane e metropolitane insediate nelle aree a più  elevata “pericolosità”. Una sua proposta d'indagine sulla vulnerabilità sismica dell'Area metropolitana di Catania, presentata nel 1996 all'Unione europea per il finanziamento del Progetto MIT.RI.S (Mitigazione Rischio Sismico), ha ricevuto la segnalazione particolare del Governo italiano.
L'8 aprile del 2016 ebbe luogo a Caltagirone l'incontro "Responsabilità civile del sapere. Giovanni Campo docente, urbanista, politico: la figura e l’opera, dieci anni dopo".

## Opere
Tra i suoi principali volumi pubblicati:
- Strutture urbane e territoriali- Il riordino culturale tra Bolgheri e Seattle, Gangemi, Roma, 2000, ISBN 88-492-0068-4;
- Città e territori a rischio. Analisi e piani di prevenzione civile, Gangemi, Roma, 2000, ISBN 88-492-0067-6;
- Anabasi di Sicilia. Dalla foce alle sergenti dei fiumi ormai senz'acqua. Volume primo, Prova d'autore, Catania, 2004, ISBN 88-88555-55-2;
- Anabasi di Sicilia. Dalla foce alle sergenti dei fiumi ormai senz'acqua. Volume secondo, Prova d'autore, Catania, 2005, ISBN 88-88555-81-1;
- Nella Città d'utopia. Scritti per Catania (1992-1993 e 1997-2001), a cura di Fausto Carmelo Nigrelli, Bonanno Lombardi, Siracusa, 2007, ISBN 978-88-7796-335-2.

Altre pubblicazioni
- Norme per la pianificazione urbanistica in Sicilia, Catania, Coop. universitaria libraria catanese, 1979;
- Centri storici: problematiche, normative e tecniche di intervento (1984);
- Il piano democratico della città (1983);
- Urbanistica ex lege (1994).